# Railroad Pass (British Columbia)
Der Railroad Pass (1.385 m hoch), örtlich auch als Railway Pass bezeichnet, ist ein Gebirgspass in den Pacific Ranges der Coast Mountains im Südwesten der kanadischen Provinz British Columbia.

## Geographie
Der Pass wird von einer saisonal nutzbaren Forststraße gequert, der „Hurley Main“, weshalb er auch als Hurley Pass bezeichnet wird. Der Pass verbindet das Gebiet von Pemberton Meadows im oberen Tal des Lillooet River über den Railroad Creek mit dem Oberlauf des Hurley River, des südlichen Hauptarms des Bridge River, der sich an der Siedlung Gold Bridge mit dem Hurley vereinigt.
Eine Gruppe von Gipfeln auf der Westseite des Passes wird als Railroad Group bezeichnet und umfasst unter anderem den Locomotive Mountain, den Tender Mountain, den Caboose Peak (engl. für „Dienst-“ oder „Gepäckwagen“) und den Handcar Peak (engl. für „Draisine“).

## Geschichte
Der Railroad Pass erhielt seinen Namen durch sein Potenzial für eine mögliche Eisenbahnroute durch die Coast Mountains, obwohl keine formelle Aufzeichnung über eine entsprechende Erkundung existiert. Die Canadian Pacific Survey erkundete das Gebiet, aber Aufzeichnungen gibt es nur von Vermessungstrupps am Ring Pass, am Oberlauf des Lillooet River gelegen, und an der Wasserscheide zwischen Meager Creek und Toba Inlet, sowie über die südlichere Route der Pacific Great Eastern, die heute Teil des Konglomerats der Canadian National Railway ist.
Der Railroad Pass wurde in den 1980er Jahren für eine mögliche Erweiterung des BC Highway 99 untersucht, um den Zugang nach Whistler über eine „Hintertür“ zu sichern, wenn geotechnische Notfälle (Erdrutsche, Erdbeben) die Resort-Gemeinde isolieren könnten. Ausgewählt wurde eine südlichere Route über den Cayoosh Pass.